# Milenio
Milenio é um jornal diário de notícias mexicano sediado na cidade de Monterrei, Nuevo León. Foi fundado por Jesús Dionisio González em 22 de novembro de 1974, com o nome Diario de Monterrey. O jornal passou a ser vendido na Cidade do México no dia 1º de janeiro de 2000.
Atualmente, o jornal Milenio é publicado em diversas cidades do México. Em cada edição local, há a inclusão de conteúdo local e de notícias nacionais produzidas pelo Grupo Multimedios, incluindo conteúdo das emissoras de rádio e de televisão do grupo.